# Addison S. McClure

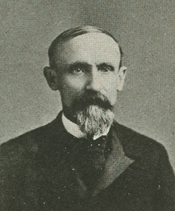
Addison S. McClure (1896)

Addison S. McClure (* 10. Oktober 1839 in Wooster, Ohio; † 17. April 1903 ebenda) war ein US-amerikanischer Politiker der Republikanischen Partei. Vom 4. März 1881 bis zum 3. März 1883 und vom 4. März 1895 bis zum 3. März 1897 war er Mitglied des Repräsentantenhauses der Vereinigten Staaten für den 17. und 18. Kongressdistrikt des Bundesstaates Ohio.

## Biografie
Nach der Geburt in Wooster besuchte McClure dort die Schulen. Anschließend studierte er Jura und wurde 1861 als Rechtsanwalt zugelassen. Im gleichen Jahr trat er in die US Army ein. Dort war er bis zu seiner Entlassung 1864 unter anderem am Zweiten Vicksburg-Feldzug beteiligt. Von 1867 bis 1881 diente McClure als Postmeister in Wooster. 1868 und 1876 war er Delegierter bei der Republican National Convention.
1880 wurde McClure im 18. Distrikt von Ohio ins US-Repräsentantenhaus gewählt. 1882 wurde er nicht mehr wieder gewählt. 1894 gelang ihm der erneute Einzug ins House, diesmal im 17. Distrikt. Auch hier diente er nur eine Legislaturperiode.
Nach dem Ausscheiden aus der Politik widmete er sich wieder seiner ursprünglichen Profession. McClure starb 1903 in seiner Geburtsstadt und wurde dort auch beigesetzt.
Mit seiner Frau Mary L. Brigham hatte er einen Sohn.